# Secretum (Petrarca)

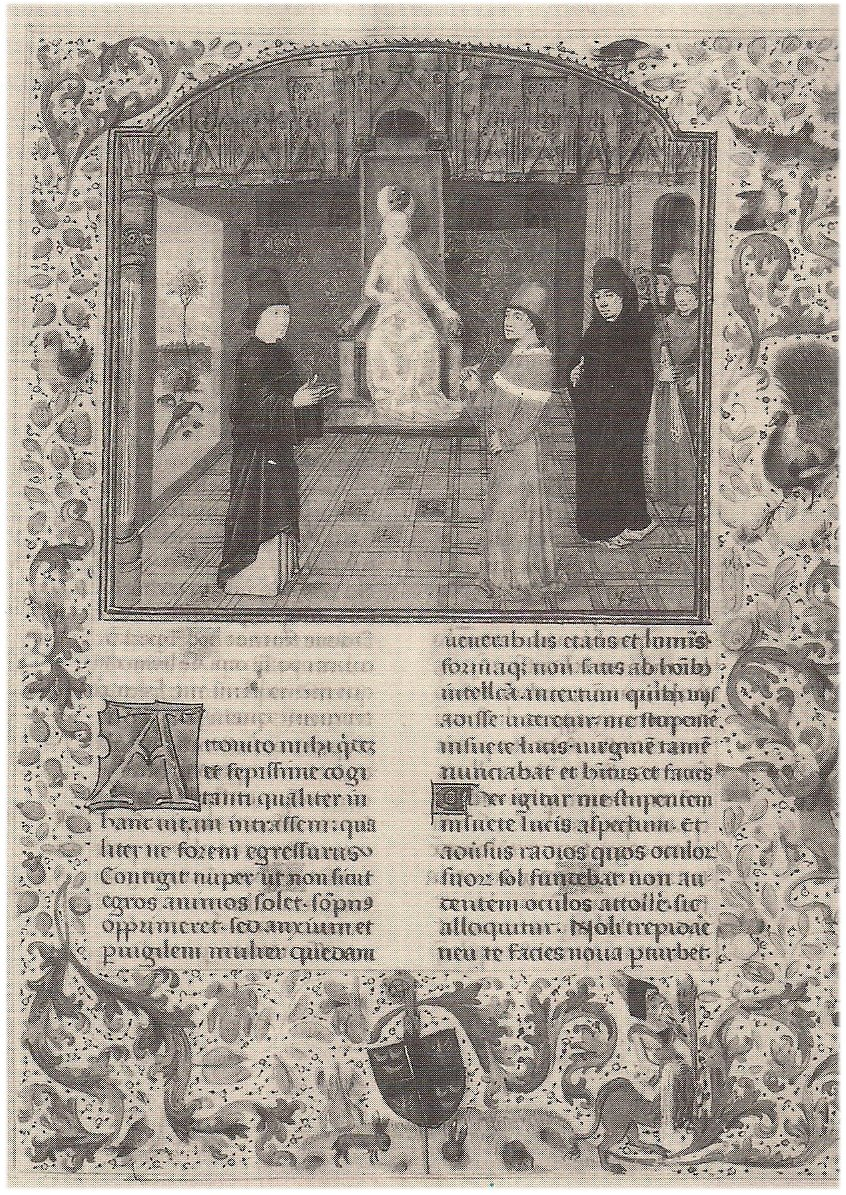
Omslag van een uitgave uit 1470 voor Jan Crabbe

Secretum of De secretu conflictu mearum curarum is een driedelig Latijns prozawerk van Francesco Petrarca, geschreven tussen 1347 en 1353.
In het boek voert Petrarca een imaginaire dialoog met Augustinus in de aanwezigheid van "de vrouwe Waarheid". Het boek werd pas na zijn dood gepubliceerd, en was waarschijnlijk eerder bedoeld als een methode tot zelfbeschouwing dan als een werk dat gepubliceerd en door anderen gelezen zou worden.
Augustinus opent de dialoog door Petrarca ervan te beschuldigen dat hij zijn eigen sterfelijkheid en zijn lot in het hiernamaals negeert door zich niet geheel aan God te wijden. Petrarca geeft toe dat zijn gebrek aan vroomheid de bron is van zijn ongelukkigheid, maar zegt stellig dat hij die niet kan overwinnen. Vervolgens spreken ze over Petrarca's schijnbare gebrek aan vrije wil, en Augustinus legt uit dat het zijn liefde voor wereldlijke zaken (vooral Laura), en zijn streven naar roem door de poëzie is die zijn wil bindt.